# Коваль Людмила Вікторівна
Людми́ла Ві́кторівна Коваль (24 квітня 1960, м. Бердянськ Запорізької області) – докторка педагогічних наук, професорка, декан факультету психолого-педагогічної освіти та мистецтв, заслужена працівниця освіти України, фахівчиня в галузі професійної підготовки майбутніх учителів початкової школи.

## Життєпис
Коваль Людмила Вікторівна народилася 24 квітня 1960 року в місті Бердянську Запорізької області.
У 1981 році закінчила Бердянський державний педагогічний інститут імені П. Д. Осипенко за спеціальністю «Педагогіка та методика початкового навчання»(нині університет).
З 1981 по 1987 роки працювала вчителем початкових класів середньої школи № 16 м. Бердянська.
У 1987 році обрана за конкурсом на посаду асистента кафедри математики Бердянського державного педагогічного інституту імені П. Д. Осипенко. 
У 1993 році захистила кандидатську дисертацію зі спеціальності «Теорія та історія педагогіки» на тему «Способи диференціювання домашньої навчальної роботи молодших школярів» під керівництвом доктора педагогічних наук, професора О. Я. Савченко.
У 1998 році присвоєне вчене звання доцента кафедри математики та методики викладання математики. 
У 2010 році захистила докторську дисертацію «Система професійної підготовки майбутніх учителів початкової школи до застосування загально навчальних технологій» зі спеціальності 13.00.04 – теорія та методика професійної освіти. Науковий консультант – академік Олександра Савченко. 
З 1998 р. по 2005 р. – декан факультету підготовки вчителів початкової школи, з 2010 року і дотепер – декан факультету психолого-педагогічної освіти та мистецтв Бердянського державного педагогічного університету. Була членом робочої групи зі створення першого покоління Державних стандартів вищої освіти для підготовки фахівців початкової школи, входила до складу Науково-методичної ради МОН України та Експертної Ради МОН України зі спеціальності «Початкова освіта». Членкиня робочої групи зі створення нових Державних стандартів вищої освіти для підготовки фахівців зі спеціальності 013 Початкова освіта.
Неодноразово входила до складу журі Всеукраїнського конкурсу «Вчитель року».

## Наукова діяльність
Авторка та співавторка більше, ніж 150 наукових праць, серед яких монографії, підручники та навчально-методичні посібники:
1. Коваль Л. В. Професійна підготовка майбутніх учителів початкової школи : технологічна складова : монографія. Донецьк : Юго-Восток, 2009. 375 с.
2. Коваль Л. В. Професійна підготовка майбутніх учителів у контексті розвитку початкової освіти : монографія. 2-е вид., перероб. і допов. Донецьк : ЛАНДОН-XXI, 2012. 343 с.
3. Коваль Л. В., Глузман Н. А., Марусинець М. М., Пєтухова Л. Є. Інноваційний потенціал вищої педагогічної освіти : колективна монографія / за заг. ред. Коваль Л. В. Донецьк: ЛАНДОН–XXI, 2012. 503 с.
4. Коваль Л. В., Скворцова С. О. Методика навчання математики : теорія і практика: підручник для студентів за спеціальністю 6.010100 «Початкове навчання», освітньо-кваліфікаційного рівня «бакалавр». 2-ге вид., допов. і переробл. Харків : ЧП «Принт-Лідер», 2011. 414 с.
5. Коваль Людмила Сучасні навчальні технології в початковій школі : навч.-метод. посіб. [для студ. пед. навч. закл.]. Донецьк : Юго-Восток, 2006. 226 с.
6. Коваль Л. В. Актуальні проблеми початкового навчання : дидактико-методичний аспект: навч.-метод. посіб. Бердянськ : Вид-во Ткачук О. В., 2015.  224 с.
7. Коваль Л., Ніконенко Т. Контекстне навчання як мета-технологія професійної підготовки магістрів початкової освіти. Монографія. Мелітополь. Видавничий будинок Мелітопольської міської друкарні, 2020. 254 с.
8. КОВАЛЬ Л., ПЕТРИК К. Інтерактивна навчальна взаємодія в координатах розвитку професійної підготовки майбутніх учителів початкової школи : монографія. Мелітополь : Видавничий будинок Мелітопольської міської друкарні, 2021. 266 с.

Членкиня редакційної колегії фахових видань «Початкова школа», «Наукові записки Бердянського державного педагогічного університету. Педагогічні науки», збірника наукових праць «Педагогічні науки» Херсонського державного університету, наукового фахового видання «Наукові записки. Серія: Педагогічні науки» Центральноукраїнського державного педагогічного університету імені Володимира Винниченка.
У VII Міжнародному форумі «Інноватика в сучасній освіті» у конкурсі «Видатні науково-практичні досягнення в освіті» (20–22 жовтня 2015 р.) нагороджена Почесним дипломом лауреата за підручник «Методика навчання математики в початковій школі: теорія і практика» (у співавторстві зі С. Скворцовою).
Заступниця голови спеціалізованої вченої ради в Бердянському державному педагогічному університеті із захисту докторських (кандидатських) дисертацій  Д.18.092.01 за двома спеціальностями: 13.00.02 – теорія та методика навчання (фізика); 13.00.04 – теорія та методика професійної освіти.
З 2010 року членкиня спеціалізованої вченої ради в Херсонському державному університеті із захисту докторських (кандидатських) дисертацій К 67.051.02 за двома спеціальностями: 13.00.02 – теорія та методика навчання (математика); 13.00.04 – теорія і методика професійної освіти. 
Підготувала чотирьох кандидатів педагогічних наук: Юлія ТАРАНЕНКО (2017), Тетяна НІКОНЕНКО (2018), Марина НЕСТЕРЕНКО (2019), Крістіна ПЕТРИК (2020).

## Праці
1. Коваль Л. Професійна підготовка майбутніх учителів початкової школи: стан та перспективи розвитку. Початкова школа. 2017. № 1. С. 39–42. URL:http://lib.vippo.org.ua/periodyka.php?book=7581
2. Коваль Л.В., Попова О.І., Нестеренко М.М. Дидактико-методичні засади підготовки майбутніх учителів до моделювання сучасного уроку в початковій школі. Наукові записки Бердянського державного педагогічного університету. Серія: Педагогічні науки: зб. наук. пр. Вип. 3. Бердянськ: БДПУ, 2018. С. 85–94. URL : http://nbuv.gov.ua/UJRN/nzbdpu_2018_3_11
3. Olga Popova, Liudmyla Koval, Olena Horetska, Nataliia Serdiuk, VeraBurnazovaTheoreticalandPracticalAspectsofPsychologicalandPedagogicalSupportforChildrenandAdolescentsTemporarilyDisplacedfromtheTerritoriesofPermanentResidence. Vol 7, № 2 (2018) : Journal of History Culture and Art Research 7 (2). P. 177–183. URL: http://kutaksam.karabuk.edu.tr/index.php/ilk/article/view/1481 (Web of Science).
4. Koval L., Popova O. &Nikonenko T. (2019). Practice-Oriented Directionof Professional Preparation of Future Teachers of Primary Education in the Context of European Integration Processes. Journal of History Culture and Art Research, 8 (2), Р. 85–92. URL: http://dx.doi.org/10.7596/taksad.v8i2.2060 (Web of Science).
5. Коваль Л. В. Концептуальні засади моделювання уроку в умовах Нової української школи. Науковий часопис НПУ ім. М. П. Драгоманова. Сер. 5. Пед. науки: реалії та перспективи. Вип. 69: зб. наук. пр. / МОН, НПУ ім. М. П. Драгоманова. Київ: Вид-во НПУ імені М. П. Драгоманова, 2019. С. 98–101. URL: http://dspace.bdpu.org:8080/xmlui/handle/123456789/837
6. Коваль Л. В. Нове педагогічне мислення магістрів початкової освіти в контексті євроінтеграційних процесів. Науковий збірник «Актуальні питання гуманітарних наук: міжвузівський збірник наукових праць молодих вчених Дрогобицького державного педагогічного університету імені Івана Франка». Дрогобич: Видавничий дім «Гельветика», 2020. Вип. № 28. Т. 2. С. 137–143. URL: http://www.aphn-journal.in.ua/archive/28_2020/part_2/28-2_2020.pdf
7. Коваль Л., Попова О., Нестеренко М. Трансформаційні зміни в професійній підготовці майбутніх педагогів у контексті впровадження ідей Концепції Нової української школи. Наукові записки Бердянського державного педагогічного університету. Серія: Педагогічні науки: зб. наук. пр. Вип. 1. Бердянськ: БДПУ, 2020. С. 304–312. URL: http://dspace.bdpu.org:8080/xmlui/handle/123456789/3098
8. Коваль Л. В. Європейський вектор стратегічних змін у професійній підготовці майбутніх учителів початкової школи. Педагогіка формування творчої особистості у вищій і загальноосвітній школах : зб. наук. пр. / [редкол. : А. В. Сущенко (голов. ред.) та ін.]. Запоріжжя : КПУ, 2021. Вип. 76. 184 с. Т. 1. С. 158–161. URL: http://pedagogy-journal.kpu.zp.ua/archive/2021/76/part_1/32.pdf
9. Коваль Л. Ціннісні орієнтири професійної освіти: методичний аспект. Наукові записки Бердянського державного педагогічного університету. Серія: Педагогічні науки: зб. наук. пр. Вип. 2. Бердянськ: БДПУ, 2021. 360 с. С. 239–246. URL: https://pedagogy.bdpu.org/wp-content/uploads/2021/11/26.pdf
10. Vasyl Khryk, Stanislav Ponomarenko, Antonina Verhun, Oksana Morhulets, Tetiana Nikonenko, Liudmyla Koval (2021). Digitization Of Education As A Key Characteristic Of Modernity. IJCSNS International Journal of Computer Science and Network Security, VOL. 21 No.10, October, 2021. pp. 191–195. URL: http://paper.ijcsns.org/07_book/202110/20211026.pdf (WebofScience).
11. Aryna Kharkivska, Valentyna Honcharuk, Valentyna Tyurina, Svitlana Yuldasheva, Liudmyla Koval, Olha Poliakova. Intensification Of Cognitive Activity Of Higher Education Seekers As A Central Problem Of Modern Didactics. IJCSNS International Journal of Computer Scienceand Network Security, VOL. 22 No. 1 pp. 161–166. URL: http://paper.ijcsns.org/07_book/202201/20220122.pdf (Web of Science).
12. Коваль Л., Ніконенко Т. Сучасний аспект впровадження технології організації диференційованого навчання: дистанційна освіта на уроках математики в початковій школі Наукові записки Бердянського державного педагогічного університету. Серія : Педагогічні науки : зб. наук. пр. Вип. 1. Бердянськ : БДПУ, 2022. С. 120–128. URL: https://bdpu.org.ua/pedagogy/ua/
13. Коваль Л. В., Тараненко Ю. П. Мистецько-педагогічний феномен підготовки майбутніх учителів хореографії: монографія. Мелітополь: Видавничий будинок Мелітопольської міської друкарні, 2018. 249 с.
14. Коваль Л., Нестеренко М. Проєктувально-моделювальна компетентність як показник якості професійної підготовки майбутніх учителів до моделювання уроку в умовах варіативності початкової освіти. Підвищення якості професійної підготовки майбутніх фахівців початкової освіти: колективна монографія / за заг. ред. : проф. Л. Коваль, А. Крамаренко. Мелітополь, Видавничий будиночок Мелітопольської міської друкарні, 2020. С.303–366.

## Нагороди і звання
- Нагрудний знак «Відмінник освіти» (2009 р.);
- Нагрудний знак «За наукові досягнення» (2011 р.);
- Медаль «За вагомий внесок у розвиток міста Бердянська» (2012 р.);
- Орден «За вагомий внесок у розвиток міста Бердянська» (2014 р.);
- Звання «Заслужений працівник освіти України» (2015 р.).
- Медаль НАПН України «Ушинський К. Д.» (2017 р.)
- Орден Запорізької обласної ради «За заслуги перед Запорізьким краєм ІІІ ст.». (2020 р.)